# 可证
可证（9世纪—904年），姓不详，唐朝妃嬪，唐昭宗李晔的后宫，封晋国夫人。
《全唐文·卷八百三十三》记载新秦郡夫人改封晋国夫人，与可证是否一人无考。天复四年（904年），朱全忠把长安毁掉，迁唐昭宗到洛阳定都。昭宗到达陕州，朱全忠从河中府前来朝见。三月二十日，朱全忠辞别昭宗，先往洛阳。昭宗与朱全忠宴请群臣，宴会散后，昭宗留下朱全忠、韩建继续饮酒。何皇后出去，亲捧玉杯请朱全忠喝酒，晋国夫人可证贴着昭宗耳朵说话。韩建看见，踩了一下朱全忠的脚，朱全忠以为昭宗要谋害自己，于是没有喝，假装喝醉离开。四月十六，朱全忠奏洛阳宫建成，多次催促昭宗早日出发。昭宗屡次派晋国夫人可证传话，说皇后刚生婴儿，不能上路，等到十月东去洛阳。朱全忠怀疑昭宗有意拖延，大怒，让牙将寇彦卿速到陕州，即日催促天子出发。闰四月初三，昭宗从陕州出发；闰四月初八，朱全忠在新安迎接，命医官许昭远告发医官使阎祐之、司天监王墀、内都知韦周和晋国夫人可证等谋害元帅朱全忠。最终，他们都被拘捕处死。